# Remember Me (miniserie televisiva)
Remember Me è una miniserie televisiva britannica in 3 episodi, trasmessa dalla BBC One a partire dal 23 novembre 2014.
La miniserie vede il ritorno di Michael Palin, protagonista nelle file dei Monty Python, in un ruolo principale televisivo dopo molti anni di assenza dal piccolo schermo.

## Trama
L'anziano Tom finge un incidente domestico per poter uscire dalla casa dove vive, da solo, da tantissimo tempo. Viene ricoverato in una struttura di cura, ma pochi minuti dopo il suo arrivo, l'assistente sociale che l'aveva accompagnato precipita dalla finestra della sua camera e muore. Iniziano così le indagini, condotte dal detective Fairholme.
 La giovane Hannah, che presta servizio nella casa di cura, cerca subito di difendere Tom, unico testimone (e possibile sospettato) dell'omicidio, che ai suoi occhi è debole e indifeso. Ma l'uomo nasconde una serie di misteri legati al suo passato, che emergono dalle cose della sua casa, che Hannah e il detective Fairholme scoprono un po' alla volta.
Mentre si svolgono gli eventi, un'inquietante presenza sovrannaturale (in qualche modo legata all'acqua) appare negli incubi ad occhi aperti di Hannah e sembra trattenere e rivolere con sé l'anziano Tom.